# Vizepräsident der Republik Türkei
Der Vizepräsident der Republik Türkei (türkisch Türkiye Cumhuriyeti Cumhurbaşkanı yardımcısı) ist Stellvertreter des  Präsidenten und damit Inhaber des zweithöchsten Amtes in der Türkei. Der Vizepräsident ist auch Mitglied des Kabinetts und des Nationalen Sicherheitsrates. Cevdet Yılmaz ist der amtierende Vizepräsident der Türkei. Er wurde am 3. Juni 2023 in sein Amt berufen.

## Ursprung
Das Amt des Vizepräsidenten wurde mit einem Referendum über Verfassungsänderungen am 16. April 2017 geschaffen und trat nach der Präsidentschaftswahl im Jahr 2018 in Kraft, als der neue Präsident am 9. Juli 2018 sein Amt antrat. Mit diesem Referendum wechselte die Türkei von einer parlamentarischen Republik zu einem präsidentiellen Regierungssystem.